# Atheta amens
Atheta amens är en skalbaggsart som beskrevs av Thomas Casey 1911. Atheta amens ingår i släktet Atheta och familjen kortvingar. Inga underarter finns listade i Catalogue of Life.